# 内閣学士
内閣学士（ないかくがくし、満洲語：ᠠᠰᡥᠠᠨ ᠊ᡳ
ᠪᡞᡨ᠌ᡥᡝᡞ
ᡩᠠ　転写：ashan i bithei da）は中国清代の官職のひとつ。従二品に相当する。
順治16年1659年、清朝は文館と内三院（ᠪᡳᡨ᠌ᡥᡝ ᠊ᡳ
ᡳᠯᠠᠨ
ᠶᠠᠮᡠᠨ、bithe -i ilan yamun、内国史院・内秘書院・内弘文院）を統一し、名を内閣（ᡩᠣᡵᡤᡳ
ᠶᠠᠮᡠᠨ、dorgi yamun）と改めると、内閣に学士を設けた。内閣学士の定員は満洲族が6名、漢族が4名であった。学士は1730年代の乾隆帝期に、三殿三閣が定制となり、人数も数十人にのぼった。